# NGC 898
NGC 898 este o galaxie spirală situată în constelația Andromeda. A fost descoperită în 17 octombrie 1786 de către William Herschel. Se află la o distanță de 81 de megaparseci de Pământ.